# Failure modes and effects analysis
Failure mode and effects analysis (FMEA ), på svenska feleffektsanalys, är en systematisk metod att förutsäga möjliga fel, utvärdera felens konsekvenser och genom poängsättning föreslå vilka åtgärder som bör genomföras för att hindra att felen uppträder. FMEA har flera användningsområden, men är särskilt vanlig inom fordonsindustrin och är en del av ledningsystemen för kvalitet, QS9000 och TS16949. En FMEA är huvudsakligen en kvalitativ analysmetod.
FMEA kan utvidgas med en kriticitetsanalys, den benämns då Failure mode, effects and criticality analysis (FMECA) (Feleffekts- och kriticitetsanalys). I dagligt tal kan man säga FMEA fast man menar FMECA.

## Introduktion till FMEA
Det finns olika typer av FMEA, som till exempel
- Konstruktions-FMEA (som görs under utvecklings- och konstruktionsfasen av en produkt), och
- Process-FMEA (som görs för att analysera och förbättra en tillverkningsprocess).

FMEA i fordonsindustrin är vanligt för framtagande av nya produktionsprocesser, förbättring och kvalitetssäkring av befintliga produktionsprocesser och i projekt för nya produkter.
Genom att bedöma ett fels effekt, sannolikhet för uppträdande och sannolikhet för upptäckt ser man var i en konstruktion, eller i en tillverkningsprocess, de allvarliga farorna finns. Detta ligger som grund för att bedöma lämpliga åtgärder. 
FMEA är också en viktig del av six sigma kvalitetsutveckling.

## FMECA
En FMEA blir en FMECA när en kvalitativ kriticitetsanalys görs. Den kan bestå av beräkning av ett risktal (Risk Priority Number, RPN) med hänsyn till bland annat felintensitet. Risktalet beräknas som produkten av ett antal lämpliga faktorer som till exempel felintensitet, feleffekt och upptäcktssannolikhet som gäller för en förutbestämd tidsperiod. Varje ingående faktor delas in i ett antal steg, till exempel 10. Ett är minst risk och 10 är störst risk. De högsta RPN-talen betecknar feltyper med högst risk, och där bör man överväga att vidta åtgärder för att eliminera eller minska risken. Alla dessa faktorer måste bestämmas för varje projekt individuellt.

## Genomförande av en FMEA-analys

### Förberedande arbeten
En FMEA-analys genomförs i en grupp av deltagare från olika områden, till exempel: drift, underhåll, konstruktion. Deltagandet bestäms av det aktuella systemets kriticitet med avseende på de för FMEA-analysen identifierade viktiga riskområdena. 
FMEA-analysen genomförs i en blankett (ett kalkylblad eller en databas). Det finns gott om standarder inom området och formen på FMEA-blanketten kan vara olika beroende på användningsområde. Det finns kommersiella FMEA-programvaror som ofta har en hög grad av komplexitet.
Arbetet förbereds genom att ta fram relevant information, till exempel ritningar, nedbrytning i system, systembeskrivningar, funktionsanalyser och drifterfarenheter (inträffade fel). 
FMEA-blankettens första kolumner kan vara nedbrytning i system, komponenter och funktioner. De flesta celler för inmatning fylls i med text som beskriver komponent, funktion och feltyp. 

### Feltyp (Failure mode)
Ett fel är en förlust av en (önskad) funktion. Här beskrivs vad som händer när felet uppstår, eller åtminstone tillståndet när felet inträffat. Exempel: för en tätningsring som har funktionen att täta kan feltypen vara "läckage".
En komponent kan ha flera feltyper.

### Felorsak
Möjliga orsaker till feltypen anges. En feltyp kan ha flera orsaker. Exempel: felorsaken till läckaget i tätningen kan vara monteringsfel, materialfel eller mindre lyckad konstruktion.

### Feleffekt
Feleffekt är konsekvensen av feltypen. Den kan vara lokal vid komponenten eller för slutanvändaren / kunden. Exempel: läckaget kan leda till utsläpp av olja och leda till avstängning av driften.

### Felindikering (provning)
Här anges hur felet indikeras, eller om provning under produktionen kan upptäcka eventuella felaktigheter.

### Värdering felintensitet Po (Probability of Occurrence)
För varje feltyp / orsak görs en uppskattning av med vilken frekvens felen kan förekomma. Projektet har i förväg tagit fram en lista från 1 till 10 med motsvarande felintensitet för beräkning av RPN-talet. Siffran 1 motsvarar då att det är osannolikt att fel kan uppträda, medan siffran 10 motsvarar mycket hög sannolikhet för fel.

### Värdering feleffekt S (Severity)
Feleffekten redovisas med ett bedömningstal för hur allvarligt felet är (om det uppträder). Minsta konsekvensen (1) kan till exempel vara: Ingen olycksrisk eller inverkan på produktionen, medan högsta konsekvensen (10) kan vara: Allvarlig risk för personskada eller död.

### Värdering upptäcktssannolikhet Pd (Probability of detection)
Upptäcktssannolikhet kan till exempel betyda med vilken sannolikhet ett fel upptäcks innan det leder till konsekvenser. Minsta risk, det vill säga högsta sannolikhet för upptäckt (1) kan till exempel vara: Felet upptäcks alltid innan det uppträder, medan lägsta sannolikhet för upptäckt (10) kan vara: Osannolikt att felet upptäcks, kan ej provas.

### Risktal RPN (Risk Priority Number)
Risktalet RPN = Po * S * Pd. Högsta möjliga risktal i detta fall är 1000, och lägsta risk är 1. Projektet bestämmer vilka risktal som bör utredas för möjlig reduktion eller eliminering med någon åtgärd. 

### Åtgärd
Åtgärder för att reducera risken kan vara återkommande provning, omkonstruktion eller annat.
Låga risktal är tecken på en god process. 